# Omen of Sorrow
Omen of Sorrow es un videojuego de lucha de la desarrolladora independiente chilena AOne Games y distribuido por la editora de videojuegos holandesa Soedesco. Está disponible para PlayStation 4. Su estreno se produjo el 6 de noviembre de 2018 en la tienda virtual de la respectiva plataforma y el 27 de noviembre del mismo año en formato físico.

## Jugabilidad
El roster cuenta con 12 personajes, basados en distintas leyendas populares y monstruos míticos. El sistema de combates tiene una personalidad propia con la inclusión de un sistema llamado "Fortuna y Destino", que indica mediante una barra (Fortuna a un extremo y Destino al otro) como se está llevando el combate, si el jugador se defiende hasta llenar la barra hasta el máximo de Destino, es penalizado con un estado llamado "Maldito", que le impedirá defenderse por unos segundos. Y si el jugador ataca hasta llenar la barra hasta el máximo de Fortuna, podrá efectuar combos más rápidamente y obtendrá bloqueos ilimitados por un periodo corto.

### Modos de juego
- Modo historia: El juego cuenta con una pobre campaña que se limita a cuadros de diálogo mientras los personajes están en el escenario, es decir, no hay cinemáticas.
- Modo arcade: Combates consecutivos utilizando a un personaje cuya historia es revelada a medida que el jugador avanza.
- Modo multijugador: Jugador contra jugador en la misma consola o jugador contra jugador en línea.[2]

### Personajes jugables
- Gabriel: quedó huérfano cuando un monstruo asesinó a su madre, desde entonces su odio contra lo sobrenatural no ha hecho otra cosa más que crecer. Posee un poder incalculable que es incapaz de controlar a la perfección, esto debido a su linaje angelical.
- Zafkiel: una enviada celestial que ha dedicado su inmortal vida a enfrentar al caos y al mal. Reclutó a Gabriel para ayudarla en su lucha y a la vez entrenarlo para manejar sus habilidades.
- Quasimodo: nacido con una deformación que lo convirtió un jorobado, Quasimodo protege el "Libro de las Lágrimas" en su torre, misión que fue encomendada por su amada Esmeralda antes de que ésta fuera condenada y colgada.
- Imhoteph: un hombre momificado que afirma haber sido un dios en la antigüedad, hasta que fue traicionado y desmembrado. Ahora que ha vuelto a la vida como momia, ultiliza magia para enfrentar a sus enemigos.
- Dr. Hyde: tras evitar que su contraparte humana, el doctor Jekyll, se deshiciera de él utilizando veneno, Dr. Hyde utiliza sus conocimientos científicos para asesguarse que el doctor Jekyll jamás sea una molestia de nuevo.
- Vladislav III: con un incontrolable deseo de beber sangre humana, Vladislav utilizó el Libro de las Lágrimas para tratar de curar su padecimiento pero en lugar de esto se convirtió en una criatura vampírica inmortal. Ahora su objetivo es recuperar su humanidad.
- Caleb: poco o nada se sabe sobre Caleb, la maldición del hombre lobo le impide llevar una vida pacífica, sin embargo, él prefiere los lugares abandonados y deshabitados.
- Adam: cuando el científico Víctor Frankenstein se involucró con Vladislav, éste aprendió sobre artes arcanas, y utilizando magia y ciencia creó a Adam, pero a costa de su propia vida. Ahora Adam vaga por Europa, en busca de alguien que pueda traer de vuelta a su padre.
- Radegonda: anteriormente era una humana llamada Adelheidi que vivía en paz con su familia y su prometido, pero sus seres queridos fueron asesinados por criaturas malignas, y Adelheidi utilizó magia para convertirse en la vengativa súcubo conocida como Radegonda.
- Arctorious: un jinete espectral sin cabeza.
- Thalessa: conocida como la Reina Invisible.[3]

## Recepción
El juego ha recibido en su mayoría críticas positivas sobre su jugabilidad y sus mecánicas interesantes introducidas tratándose de un juego de una desarrolladora independiente como lo es AOne Games. Sin embargo, el reducido número de personajes jugables, los escenarios básicos y la historia pobre y llena de errores y huecos de argumento, dejan a Omen of Sorrow con una calificación promedio.

## Premios
| Año  | Categoría              | Resultado |
| ---- | ---------------------- | --------- |
| 2018 | Best Awesome Game 2018 | Ganador   |

| Año  | Categoría                  | Resultado |
| ---- | -------------------------- | --------- |
| 2018 | Best Technical Achievement | Ganador   |